# ディコ・コペルス
ディコ・コペルス（Dico Koppers、1992年1月31日）は、オランダ・ユトレヒト州ハルメレン出身のサッカー選手。アルメレ・シティFC所属。ポジションはDF。

## クラブ経歴
アヤックスの下部組織出身。2011-12シーズンからトップチームに招集されるようにはなったが、デイリー・ブリントからレギュラーの座を奪えず、武者修行のため、2012-13シーズンの後半からはADOデン・ハーグにレンタルされた。ADOでは冬の加入ながら、スタメンに定着した。
2013年7月、FCトゥウェンテにフリーで移籍した。
2015年6月22日、ヴィレムIIに移籍した。
2019年7月1日、エールステ・ディヴィジのアルメレ・シティFCに1年契約で移籍した。

## タイトル
アヤックス
- エールディヴィジ : 1回 (2011-12)